# Старина (Петриковский район)
Старина (бел. Старына) — деревня в Лучицком сельсовете Петриковского района Гомельской области Беларуси.
Кругом лес.

## География

### Расположение
В 53 км на северо-восток от Петрикова, 42 км от железнодорожной станции Муляровка (на линии Лунинец — Калинковичи), 204 км от Гомеля. Планировка состоит из прямолинейной улицы, ориентированной с юго-запада на северо-восток и застроенной редко деревянными усадьбами.

## Транспортная сеть
Транспортные связи по просёлочной, затем автомобильной дороге Комаровичи — Копаткевичи.

## История
По письменным источникам известна с XIX века как селение в Мозырском уезде Минской губернии. Обозначена как фольварки Старина и Старинка на карте 1866 года, которая использовалась Западной мелиоративной экспедицией, работавшей в этих местах в 1890-е годы. По ревизским материалам 1850 года владение Обуховичей. В 1879 году упоминается как застенок. Согласно переписи 1897 года в Копаткевичской волости Мозырского уезда Минской губернии.
В 1917 году открыта школа, которая размещалась в наёмном крестьянском доме. В 1931 году организован колхоз «Двигатель», работали 2 кузницы. Во время Великой Отечественной войны 24 жителя погибли на фронте. Согласно переписи 1959 года в составе колхоза «Новый путь» (центр — деревня Кошевичи). Фольварки Старина и Старинки находились между Ванюжичами и Залесьем (Вялики гистарычны Атлас Беларуси т.3 стр.193 д-3). Наша Старина образовалась в конце 19в. в результате выкупа земли крестьянами Харченко, Фасоль, Нащинец, Киселевич, Гриневич и Луговский. В настоящее время постоянных жителей в деревне уже нет.

## Население

### Численность
- 2004 год — 9 хозяйств, 13 жителей.

### Динамика
- 1850 год — 10 дворов, 78 жителей.
- 1897 год — 13 дворов, 89 жителей (согласно переписи).
- 1921 год — 15 дворов, 96 жителей.
- 1959 год — 204 жителя (согласно переписи).
- 2004 год — 9 хозяйств, 13 жителей.

## Известные уроженцы
- П. Г. Чаус — генерал-полковник. Я.К.Аземша -заслуженный работник юстиции РБ. Ю.А.Гриневич-доктор медицинских наук, профессор. Н.И.Березовский- доктор технических наук, профессор.